# 프리다 산덴
프리다 산덴(Frida Sandén, 1994년 5월 20일 ~ )은 스웨덴의 가수이다. 2007년 주니어 유로비전 송 콘테스트에 참가해 8위를 기록했다. 2008년과 2009년에는 뮤지컬 Hujeda mej vá många sånger에 언니 몰리 산덴과 함께 출연했다. 2012년 더 엑스 팩터 스웨덴에 참가해 결승전까지 갔으나 투표에서 밀려 10위를 기록했다.
스톡홀름에 있는 아돌프 프레드리크(Adolf Fredrik) 음악 학교를 다녔다. 언니 몰뤼 산덴이 2006년 주니어 유로비전 송 콘테스트에 공연할 때, 뒤에 있는 합창단에 참여하기도 했다.